# Альбрехт Валленштейн
А́льбрехт Венцель Ойзебіус фон Ва́льдштайн, відоміший як Валленштайн (нім. Albrecht Wenzel Eusebius von Waldstein, чеськ. Albrecht z Valdštejna; 24 вересня 1583 - 25 лютого 1634) - герцоґ Фридландський та Мекленбурзький, князь Саганський, генералісимус, один з головнокомандувачів військ Священної Римської імперії під час Тридцятирічної війни (1618-1648).

## Походження

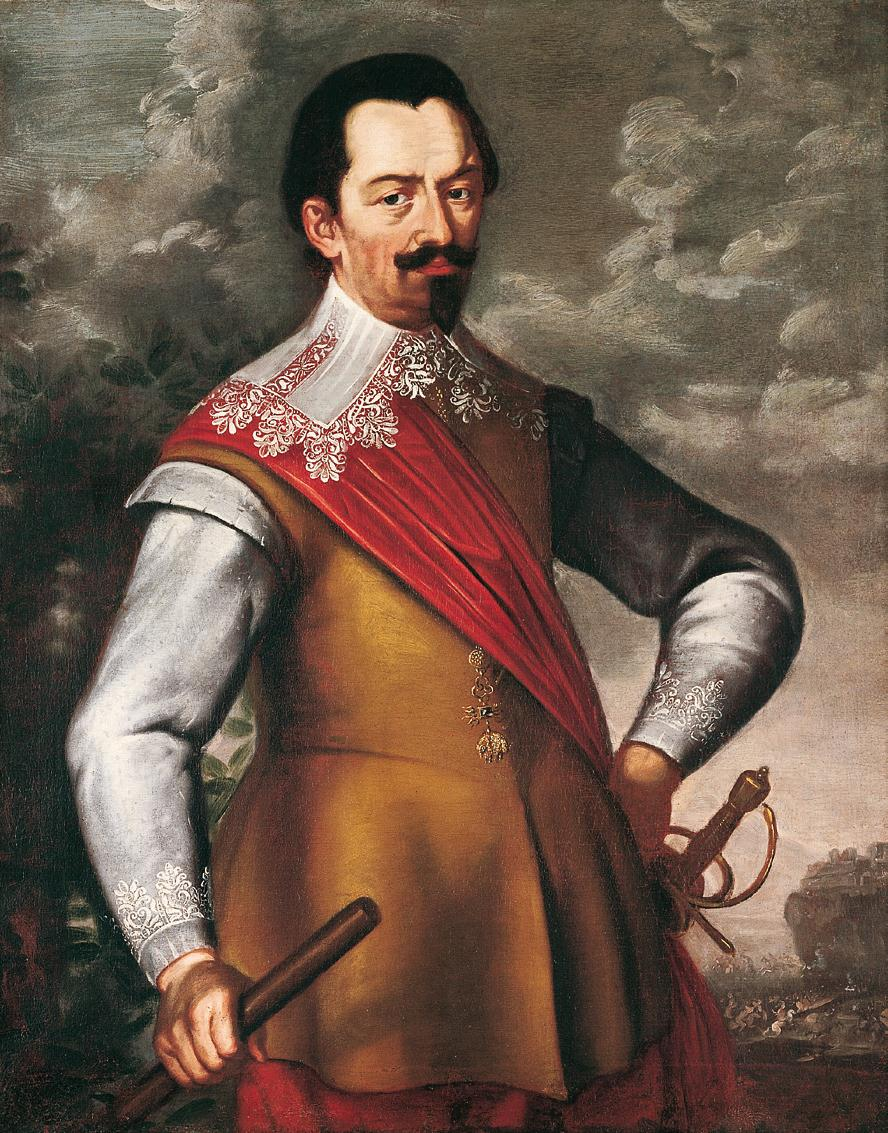
Альбрехт фон Валленштайн

Походив з бічної гілки богемського роду Вальдштайнів. Народився в 1583 році в родині дрібного аристократа Вільгельма Вальдштайна і Маргарити Сміжичкої в Германічах у Чехії. Батьки належали до чеських братів. У 1593 році померла мати, а 1595 році - батько. Опинився під опікою дядька Їндржиха Слава з Хлуму, який 1597 році відправив молодого Вальдштайна до латинської школи в місті Голдберг в Сілезії. Закінчив єзуїтський колегіум в Оломоуці.
В 1599 році продовжив навчання в Альтдорфському університеті, де панували лютерани. У 1600 році залишив університет через допомогу вбивці місцевого громадянина. В цей час помирає його опікун і Альбрехт подорожує до 1602 року Нідерландами, Англією, Францією та Італією, навчаючись в університетах Болоньї і Павії.
Після завершення навчання вступив до армії Рудольфа II в Угорщині, служив під керівництвом Джорджіо Басти. У 1606 році повернувся до Чехії і одружився з Лукрецією Нікоші фон Ландек, підстаркуватою, проте дуже багатою вдовою. Після її смерті 1614 року успадкував маєтки в Моравії. Спадщина дозволила йому створити і екіпірувати кавалерійський загін у 200 шабель, з яким він у 1617 році найнявся на службу до герцога Штирії, майбутнього короля Чехії і імператора Фердинанда II Габсбурга, який саме воював з Венецією. Того ж року він знову одружується, його дружиною стає Ізабелла Катерина - дочка графа Гарраха.

## Початок кар'єри
Від самого початку Тридцятилітньої війни Валленштайн виступив на боці імператора. Після захоплення його маєтків повстанцями, втікає до Відня, забравши з собою значну суму грошей.

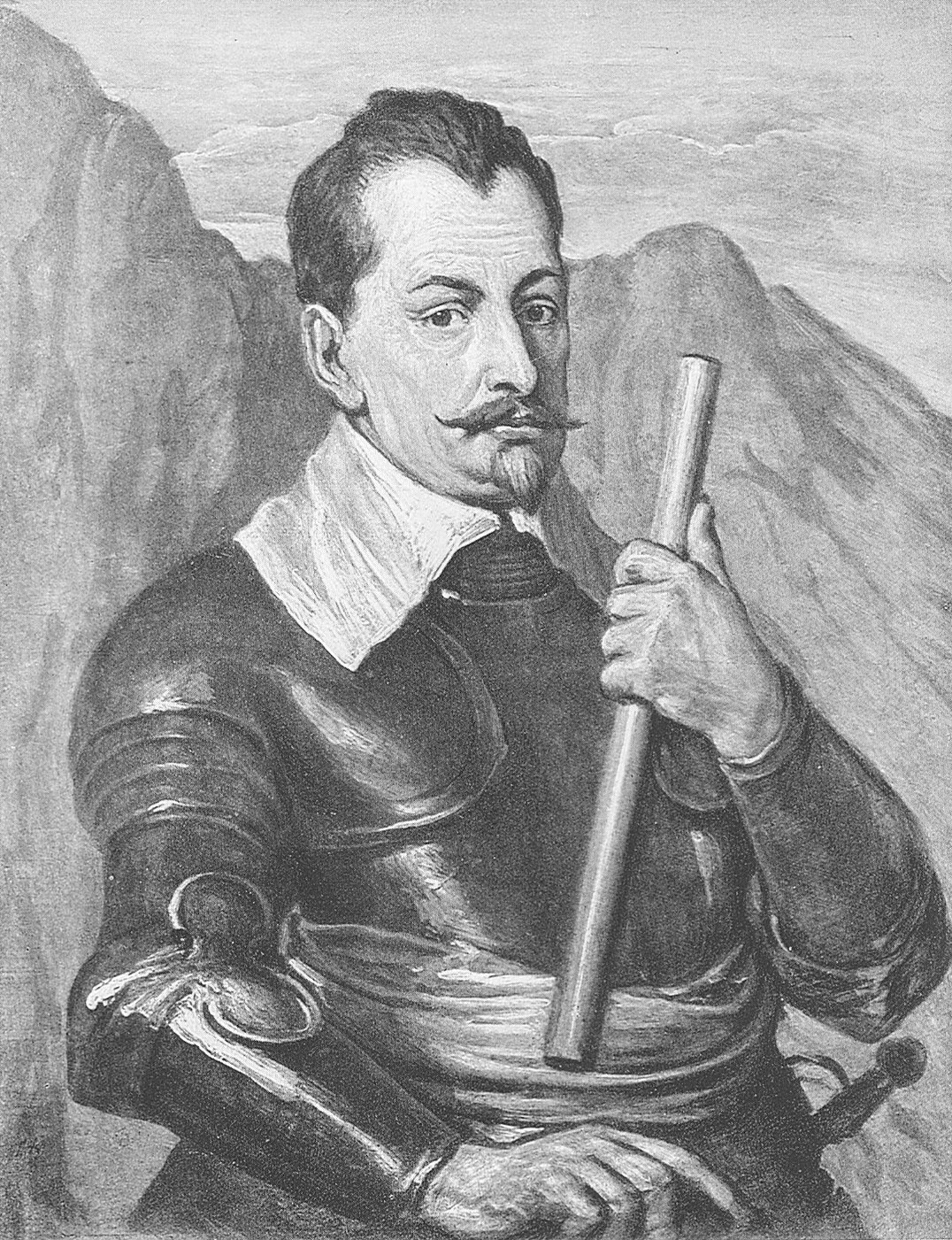
Генералісимус Альбрехт фон Валленштайн

Самостійно організував загін важко озброєної кавалерії і під командуванням Бюкуа вирізнився в битвах проти загонів графа Мансфельда і армії Бетлена Габора в Моравії. Після битви на Білій Горі повернув собі маєтки і зайняв частину земель протестантських дворян. Його нові володіння охопили значну територію в північній Чехії. Вони були названі Фрідландом. Після серії воєнних перемог в 1622-1625 роках Валленштайн отримав титул герцога Фрідландського.

## Створення армії
В 1626 році Валленштайн запропонував імператору Фердинанду утворення армії, яка буде боротись з протестантами в Священній Римській Імперії і стала б противагою до армії Католицької Ліги, на чолі з графом Тіллі.
При цьому армія не потребувала фінансування від імператора - Валленштайн запропонував фінансувати її за рахунок контрибуцій з захоплених територій. Цивільне населення під загрозою використання військової сили примушували сплачувати величезні суми, за які власне і утримувались загони Валленштайна. Його військові загони перебували на самофінансуванні, чи як тоді говорили: «війна годувала війну». Репутація вдалого полководця дозволила йому швидко зібрати 30 000 солдат, а за короткий період часу наростити армію до 50 000.
Вже наступного року армія Валленштайна і армія Тіллі вели війну проти протестантських загонів Ернста Мансфельда. Після розгрому Мансфельда в битві при Дессау Валленштайн у 1627 році очистив Сілезію. Викупив в імператора князівство Саган. Далі прилучився до Тіллі, який саме воював з Крістіаном IV Данським, за що отримав князівство Мекленбург. Його попередні власники були вигнані за допомогу данському королю.
В 1628 Валленштайна спіткала невдача - йому не вдалося оволодіти Штральзундом, який отримав допомогу від шведів і данців. Імперські війська не змогли закріпитись на узбережжі Балтики. Валленштайну ще вдалося нанести данцям поразку в битві під Волгастом 12 серпня 1628 року, але ситуація почала змінюватись на гірше для прихильників імператора. Після оголошення Фердинандом II едикту про реституцію до війни вступила Швеція.

## Опала

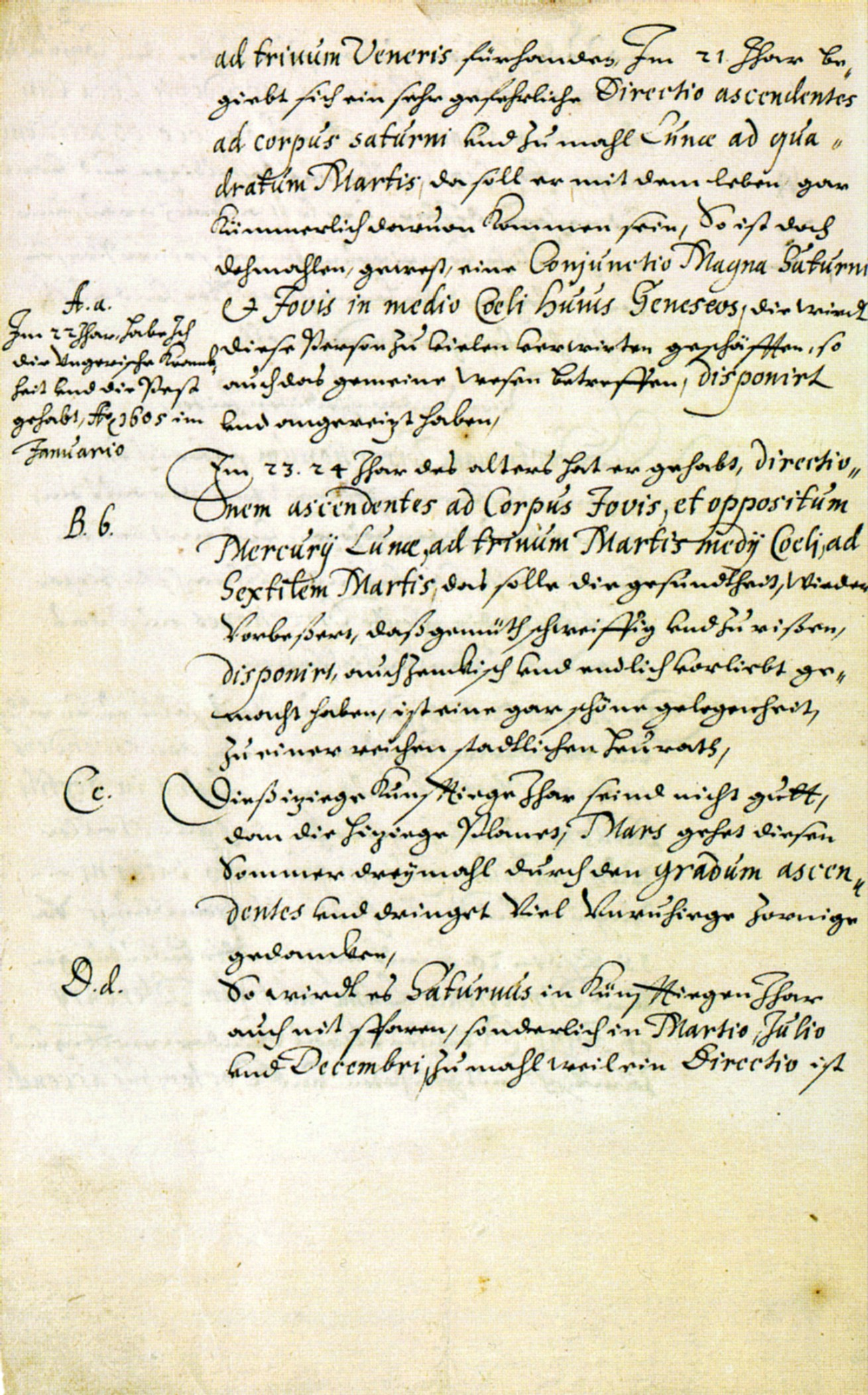
Гороскоп Валленштайна, складений Йоганом Кеплером

Перемоги Валенштайна і реквізиції його армії створили йому безліч ворогів. Імператор запідозрив його в планах захоплення влади над Священною Римською Імперією, а його радники радили чим швидше прибрати Валленштайна з армії. У вересні 1630 року імператор підписав відповідний наказ, Валленштайн передав армію під командування Тіллі, і виїхав в свої маєтки у Фрідланд.
Вже невдовзі імператор змушений був просити допомоги у Валленштайна. Перемоги Густава II Адольфа над Тіллі під Брейтенфельдом у 1631 році, і в битві на Рейні в 1632 році, захоплення Мюнхена і практично всієї Чехії, загибель Тіллі, все це вимагало рішучих дій. Імператор звернувся по допомогу до Валленштайна.

## Повернення

Битва під Лютценом, 16 листопада 1632

Навесні 1632 року Валленштайн організував нову армію, вибив загони саксонців з Чехії і рушив проти шведів. Йому вдалось на якийсь час заблокувати армію Густава Адольфа в Нюрнберзі, але вже в листопаді імперська армія Валленштайна програла битву під Лютценом. Валленштайн відійшов зимувати в Чехію.
Під час кампанії 1633 року Валленштайн намагався не вести активних бойових дій. Вже в той час вів переговори про перехід на бік протестантів, вважаючи Едикт про реституцію помилкою Фердинанда.
Валленштайн ставив за мету добитись миру в імперії в інтересах єдності усіх німців. До своїх планів намагався втягнути Саксонію, Бранденбург, Швецію і Францію, проте розуміння з їхнього боку не знайшов. В тій ситуації, побоюючись втратити вплив при імператорському дворі, активізував бойові дії і в листопаді 1633 року завдав шведам і саксонцям поразки в битві під Стенау. І знову вступив в переговори з протестантами. В грудні знову перейшов на зимівлю в Чехію. Тимчасом у Відні росли побоювання, що Валленштайн зрадить, і імператор шукав способів як його позбутися. Сам Валленштайн, усвідомлюючи небезпеку, почувався доволі впевнено, переконаний у відданості армії.

## Загибель

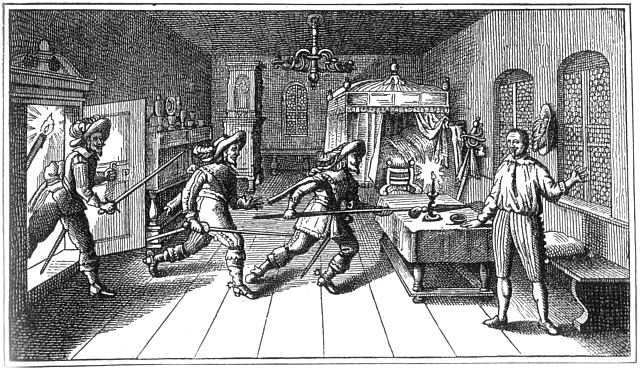
Вбивство Валленштайна в Егері, гравюра XVII ст.

24 січня 1634 імператор підписав таємний указ, яким усував Валленштайна від командування, а 18 лютого звинуватив його у зраді. Укази було опубліковано в Празі. Втративши командування над армією, Валленштайн 23 лютого з відданими офіцерами тікає в Егер (нині місто Хеб, Чехія), сподіваючись зустріти там шведів. Проте вони не пішли з ним на переговори. Після прибуття в Егер Валленштайна зарубали підкуплені офіцери особистої охорони.
Тіло Валленштайна спочатку поховали в Штрібрі, в 1636 році перепоховали в костелі в Вальдицях, а в 1785 році ще раз перепоховали в Мніховом Градішті.
Під час Другої світової війни в складі німецької армії воювала дивізія Waffen-SS Wallenstein.